# Concierto para violonchelo (Schumann)

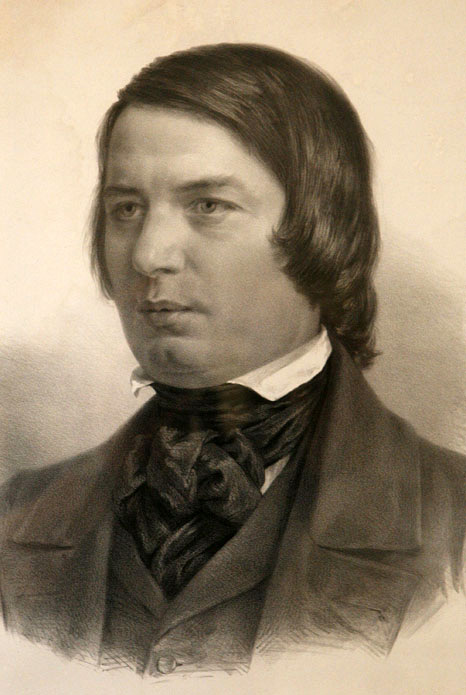
Robert Schumann en 1850.

El concierto para violonchelo en la menor, Op. 129 es una pieza concertante para violonchelo y orquesta escrita por Robert Schumann en 1850. Fue publicada en 1854 y no se estrenó hasta diez años después de su composición.

## Historia
La composición de la obra tuvo lugar durante octubre de 1850. Empezó a trabajar en esta pieza el 4 de octubre y en solo 2 semanas lo había terminado. El maestro alemán ya había pensado en la creación de un concierto para violonchelo en 1849, pero no lo llevó a cabo hasta el año siguiente, en que fue nombrado director de orquesta municipal en Düsseldorf. El Concierto para violonchelo, compuesto durante los primeros días de la infeliz estancia de Schumann en Düsseldorf, ha sido durante mucho tiempo uno de los favoritos de los intérpretes, en particular dada la relativa escasez de grandes conciertos del siglo XIX escritos para ese instrumento. Escrito tarde en su corta vida, el concierto es considerado una de las obras más enigmáticas de este compositor debido a su estructura, la duración de la exposición y la calidad trascendental de la apertura, así como el intenso lirismo del segundo movimiento.
Según la partitura autógrafa, el maestro consideró la posibilidad de llamar a la obra "Pieza de concierto para violonchelo con acompañamiento orquestal" ya que dio el título Konzertstück (pieza de concierto) en lugar de Konzert (concierto). Esto sugería que tenía la intención de apartarse de las convenciones tradicionales de un concierto desde el principio. Cabe destacar que su Concierto para piano en la misma tonalidad también se escribió originalmente como una pieza de concierto. La escritura orquestal en el concierto es mucho más transparente y discreta de lo que normalmente se asocia con las obras de concierto de este compositor. Es un hecho poco conocido que el maestro aprendió a tocar el violonchelo de niño y que, tras lesionarse la mano derecha a principios de la década de 1830, se propuso volver a tocar el violonchelo para mejorar su comprensión de la música de cámara y orquestal.
Su primera publicación fue llevada a cabo por la casa de edición musical Breitkopf & Härtel en Leipzig en 1854. El estreno se celebró el 23 de abril de 1860 en Oldemburgo, con Ludwig Ebert al violonchelo. Una segunda representación con el mismo solista tuvo lugar el 9 de junio del mismo año en Leipzig.
Schumann escribió siete obras concertantes, entre las que se encuentran sus tres conciertos para instrumento solista y orquesta —el Concierto para piano, Op. 54 (1841); el Concierto para violonchelo, Op. 129 (1850) y Concierto para violín, WoO 23 (1853), además de las piezas de concierto de forma libre como Konzertstück op. 86, op. 92 y op. 134. De ellas sólo el Concierto para piano y el Concierto para violonchelo encuentran una representación regular en los programas de conciertos y grabaciones. En el Concierto para violonchelo, si bien se explota al máximo el instrumento, la escritura para el solista suele evitar la exhibición virtuosa prominente en muchos conciertos de la época. Quizá por esto aún persiste la desafortunada idea de que esta pieza está mal escrita para el instrumento. Acerca del virtuosismo Schumann declaró:

No puedo escribir un concierto para el virtuoso. Debo intentar algo más.

## Instrumentación
La partitura está escrita para violonchelo solista y una orquesta formada por 2 flautas, 2 oboes, 2 clarinetes, 2 fagotes, 2 trompas, 2 trompetas, timbales y sección de cuerdas.

## Estructura y análisis
La obra consta de tres movimientos:
- I. Nicht zu schnell, en la menor – la mayor 4
4
- II. Langsam, en fa mayor 4
4
- III. Etwas lebhafter, Sehr lebhaft, en la menor – la mayor 2
4

La interpretación de la pieza tiene una duración aproximada de 25 minutos. 
Al igual que en gran parte de su producción musical, este concierto emplea tanto material temático completo como fragmentario presentado en el primer movimiento; material que luego se cita y desarrolla a lo largo de toda la obra. 
Junto con los movimientos relativamente cortos y enlazados del concierto, este concierto es extremadamente unificado tanto en material como en carácter, aunque el alcance emocional de la obra es muy amplio. El uso que hace el autor de los mismos temas pero en contextos y atmósferas muy diferentes confiere al concierto para violonchelo un fuerte sentido del desarrollo del carácter y un amplio arco emocional, desde sus compases iniciales que oscilan entre profundamente meditativos y agitados hasta la brillante y rotunda conclusión.
Es bien sabido que Robert Schumann aborrecía los aplausos entre movimientos. Como resultado, no hay interrupciones entre ninguno de los movimientos del concierto. De hecho, la habilidad del compositor para manejar las dos transiciones entre los tres movimientos se encuentra entre los rasgos más llamativos del concierto.

### I.Nicht zu schnell
El primer movimiento lleva la indicación de tempo Nicht zu schnell que significa "No demasiado rápido". Está escrito en la menor, que más adelante se moverá a la mayor, y en compás de 4/4. Comienza con una breve introducción orquestal en cuatro sencillos compases -tres de ellos con tranquilos acordes en pizzicato, uno esbozando una figura de acompañamiento pianístico- introducen el extenso tema principal por parte del solista. Le sigue un breve tutti que conduce al apasionado segundo tema, con sus inflexiones cromáticas y saltos ascendentes de séptima menor, es casi arquetípico en su uso del violonchelo. La comparación del concierto con otros anteriores y posteriores demuestra la influencia palpable de Schumann en la forma en que los compositores escribieron para el instrumento. El desarrollo, de estilo más clásico, se aventura en un terreno más tormentoso y emplea un motivo de tresillos. Alentado por la trompa, el violonchelo intenta una recapitulación del tema inicial. La orquesta, sin embargo, rechaza la elección del solista de fa sostenido menor y reanuda su trepidante pasaje. La recapitulación propiamente dicha es asombrosa e inesperada; característicamente, Schumann realiza muy pocos cambios en el material de la exposición a medida que reaparece. La coda se interrumpe con un recitativo para el solista que prepara una modulación en fa mayor para el segundo movimiento.

### II.Langsam
En el segundo movimiento, marcado como Langsam que es "Lento", la tonalidad cambia a fa mayor, mientras que se mantiene el ritmo de compasillo. Es en esencia una tierna canción breve e intensamente melódica, en la que el solista utiliza ocasionalmente dobles cuerdas. La rica melodía del solista flota en un mar de tresillos de pizzicato suavemente palpitantes, mientras que el apasionado arrebato con dobles cuerdas en la mitad del movimiento es un momento de oro en el repertorio del violonchelista. Un breve recuerdo del primer movimiento interrumpe el flujo; la línea solista, cada vez más excitada, allana el camino hacia el final.
También presenta una quinta descendente, gesto utilizado a lo largo de la pieza como señal y homenaje a su esposa, Clara Schumann. Este motivo fue utilizado con el mismo fin en su Sonata para piano n.º 1. Además, el solista hace un dúo con el violonchelista principal, una textura muy inusual. Algunos han sugerido que esto podría interpretarse como una conversación entre Clara y Robert, mientras que una explicación más pragmática es que Schumann amplía el rango armónico, dinámico y expresivo normal del violonchelo solista al agregar el material adicional que lo acompaña, lo que da como resultado la impresión de un instrumento solista más grande y más plenamente realizado. 

### III.Sehr lebhaft
El tercer movimiento, con la indicación Sehr lebhaft que quiere decir "Muy animado", recupera la tonalidad del movimiento inicial y el compás pasa a ser un 2/4. Se trata de un rondó con dos temas contrastantes -uno más audaz, el otro más íntimo. Aquí aparecen los timbales por primera vez en la obra, lo que se suma al carácter de marcha del tema principal. El nivel de inspiración del final no alcanza el de los dos primeros movimientos, especialmente en el desarrollo. Al final del movimiento hay una cadenza in-tempo acompañada, algo sin precedentes en esta época. En la coda final la tonalidad pasa al modo mayor.
En los últimos años algunos violonchelistas han optado por incluir su propia cadenza sin acompañamiento, aunque no hay indicios de que el autor deseara una. Esta práctica de usar cadenzas más llamativas escritas por violonchelistas menos perspicaces en lugar de la de Schumann, más convincente musicalmente, parece por suerte cosa del pasado.

## Recepción de la obra
En la actualidad este concierto para violonchelo se programa e interpreta en conciertos con cierta regularidad. Sin embargo, la obra pasó muchas décadas en la oscuridad, siendo prácticamente desconocida. No se afianzó en el repertorio hasta principios del siglo XX, gracias en gran parte al empeño de Pau Casals. Schumann no pudo asegurar un estreno de la obra y las reacciones iniciales a su partitura fueron en su mayoría muy negativas. Esto puede deberse en parte a la estructura inusual de la obra, así como a la naturaleza personal e interna de la música y la falta de pasajes escritos para mostrar la habilidad técnica del violonchelo solista. No obstante, se puede argumentar que son estas mismas cualidades, así como la concepción del concierto, las que hacen que la obra sea tan singular y admirable. Como suele ocurrir con la música de Schumann, este concierto ofrece exigencias técnicas más que amplias y además requiere un intérprete del más alto nivel. A pesar de que las críticas a la obra persisten, algunos violonchelistas sitúan la pieza en un conjunto de tres grandes obras románticas para su instrumento junto al Concierto para violonchelo en si menor, Op. 104 de Antonín Dvořák y el Concierto para violonchelo en mi menor, Op. 85 de Edward Elgar.

## Arreglos
Schumann creó una versión del concierto para violín y orquesta para que la interpretara el violinista Joseph Joachim. El propio compositor planteó a la editorial Breitkopf & Härtel publicar una versión camerística para violonchelo con cuarteto de cuerda pero la propuesta fue rechazada alegando que el mercado de la música para violonchelo era bastante más reducido que el de piano o violín.
Los tempi de este concierto desconcertaron a la mayoría de los solistas. Por esta razón Mstislav Rostropóvich llegó a pedir a Dmitri Shostakóvich que volviera a orquestar el concierto añadiendo arpa y viento metal, lo que se hizo en 1963 como Concierto para violonchelo en la menor, Op. 125. Pero el famoso violonchelista ruso tuvo que volver a la versión original porque la reorquestación de Shostakovich distorsionaba la obra.